# 木曜日の食卓
『木曜日の食卓』（もくようびのしょくたく）は、1992年10月15日から12月24日まで、TBS系で放送されたテレビドラマ。主演は古谷一行と篠ひろ子。製作は木下プロダクション（後のドリマックス・テレビジョン、現在のTBSスパークル）、放送時間は毎週木曜21:00‐21:54（JST）。『誘惑』や『カミさんの悪口』シリーズと同じく中年夫婦をテーマにしたテレビドラマである。

## 概要
二世帯住宅を舞台に、お互いの家族のすれ違いや誤解などをコメディタッチで描いたテレビドラマ。古谷と篠は、『金曜日の妻たちへIII 恋におちて』以来7年ぶりに夫婦役を演じている。

## あらすじ
長女の千奈美が来春結婚し、自分たち夫婦と同居するために宮沢恒雄・東子夫妻は自宅を二世帯住宅にした。そんなある日、長男の達郎が婚約者のいる摩耶に恋し、漆原要との結婚式当日に達郎は式場に踏み込み、摩耶を略奪して逃げてしまう。それが宮沢家の悲劇の始まりだった…。

## キャスト
- 宮沢恒雄：古谷一行
48歳。宮沢家の家長で、商社の総務部長。会社では毎日精力的に仕事をこなし、OLたちにも人気がある。
- 米坂摩耶：富田靖子
22歳。達郎の妻。本当は漆原と結婚式を挙げている最中、達郎によって略奪され、そのまま妻になる。性格は控えめだが、芯は強い。
- 漆原要：別所哲也
27歳。将来は家業の社長を2代目として継ぐ身。摩耶と結婚するはずだったが、達郎に奪われる。摩耶が達郎と結婚した後もたびたび摩耶に会っている。気は弱い方だが、一途な面もある。
- 宮沢達郎：西島秀俊
宮沢家の長男で，大学2年生、21歳。姉の千奈美と違って純情な性格。摩耶を結婚式から略奪し、争いを生む。
- 桑原晃：池田政典
千奈美の許婚。24歳。
- 宮沢久良子：大寶智子
宮沢家の次女で高校3年生、18歳。徹底した個人主義で、受験に忙しいこの時は家族のことにも無関心だが、一家が争いに巻き込まれたことで…
- 宮沢千奈美：夏川結衣
宮沢家の長女、22歳。本来は桑原と結婚し、宮沢家の2階に住む予定だったが、達郎と摩耶が住むことになり…。
- 杉山時子：小林こずえ
- 尾形弘人：美木良介
雑誌編集者の記者、34歳。東子に近づこうとする。
- 米坂重松：泉谷しげる
摩耶の父、45歳。妻と離婚後は摩耶と二人暮らし。最初摩耶が結婚するはずだった漆原は得意先で、娘との結婚には喜んでいた。
- 漆原唄子：高橋ひとみ
要の姉、31歳。信用金庫のOL。弟と違って気が強く、弟の結婚式が台無しになった時も、両親に代わって宮沢家に乗り込む。恒雄に好意を持っている。
- 宮沢東子：篠ひろ子
東子は「はるこ」と読む。恒雄の妻、44歳。占いの仕事をしており、これが良く当たることで雑誌で連載を持つまでに。一方で不倫に憧れているところがある。

（出典：）

## 主題歌
- 「家に帰ろう (マイ・スイート・ホーム)」竹内まりや（MMG）

## スタッフ
- 企画：飯島敏宏
- 脚本：岩佐憲一
- 技術：中村岩男
- カメラ：山口泰博
- 照明：米山仁
- 音声：中島実
- 音響効果：下城義行
- カラー調整：厚海修一
- 編集：新井孝夫
- 選曲：矢崎裕行
- 美術：後藤洋
- 美術制作：丸山俊史
- メイク：三横みどり
- 衣装：二宮恵美、野呂牧子
- 装飾：飯田恵一
- 持道具：高井佳子
- 装置：戸口和彦、朝日植木装飾、前山建具
- 撮影協力：フロンヴィル ホームズ
- 装飾協力：PENNSYLVANIA HOUSE JAPAN、マナトレーディング（株）、家具のKOSUGA
- 衣装協力：ATELIMER MEIKU、マミーナ銀座コアビル店、VALEN、株式会社エウル、DOMON、イトキン、Mr.JUNKO、GLENOVER、JUN、ワタベ、SEVENTY、クロコダイルウェア、EDWIN、株式会社クニサダ、エリット株式会社
- 演出補：押山敏
- プロデューサー補：西口典子
- 制作担当：佐野仁
- 記録：岩井茂美
- 番組宣伝：反町浩之
- ロケーション協力：UBE 宇部興産
- 協力：東通、緑山スタジオ・シティ
- プロデューサー：松本健、浜井誠（TBS）
- 演出：松本健、鈴木利正、松原信吾、森田光則
- 製作：木下プロダクション 、TBS

## サブタイトル
| 回数   | 放送日         | サブタイトル           | 演出     |
| ------ | -------------- | ---------------------- | -------- |
| 第一回 | 1992年10月15日 | 悲劇の始まり           | 松本健   |
| 第二回 | 1992年10月22日 | いるの?いらないの?     | 松本健   |
| 第三回 | 1992年10月29日 | 引っ越しました         | 鈴木利正 |
| 第四回 | 1992年11月5日  | イワシVSビーフシチュー | 鈴木利正 |
| 第五回 | 1992年11月12日 | 母さんだってしてみたい | 松原信吾 |
| 第六回 | 1992年11月19日 | ただならぬ予感         | 松原信吾 |
| 第七回 | 1992年11月26日 | 父さんだって好かれたい | 松本健   |
| 第八回 | 1992年12月3日  | 今夜は鍋から始まった   | 鈴木利正 |
| 第九回 | 1992年12月10日 | みんな出ていった       | 松原信吾 |
| 第十回 | 1992年12月17日 | だから一緒に暮らせない | 松本健   |
| 最終回 | 1992年12月24日 | 世界中の誰よりも       | 松本健   |

## 中年夫婦三部作
- 誘惑
- 木曜日の食卓
- カミさんの悪口

3作品ともTBSで放送されたテレビドラマであり、篠ひろ子が妻役である。